# Trnovac (Bosanska Gradiška, BiH)
Trnovac je naseljeno mjesto u sastavu općine Bosanska Gradiška, Republika Srpska, BiH.

## Stanovništvo
| Trnovac            |              |
| Godina popisa      | 1991.        |
| Srbi               | 241 (97,97%) |
| Hrvati             | 2 (0,81%)    |
| Muslimani          | 0            |
| Jugoslaveni        | 3 (1,22%)    |
| ostali i nepoznato | 0            |
| ukupno             | 246          |